# Кечёво
Кечёво (удм. Кечол) — село в Малопургинском районе Удмуртии, административный центр и крупнейший населённый пункт муниципального образования «Кечёвское». Население — 613 человек (2017). Железнодорожная станция на линии Казань — Екатеринбург.

## География
Кечёво расположено в южной части Удмуртии, на востоке Малопургинского района, в 37 км к югу от центра Ижевска и в 14 км к востоку от районного центра — Малой Пурги. Через село протекает река Кечёвка.
На севере село граничит с деревней Среднее Кечёво, на юге — с деревней Верхнее Кечёво.

## Население
| 2010 | 2012 |
| ---- | ---- |
| 624  | ↘608 |

## Инфраструктура
В Кечёво сосредоточены большинство учреждений социальной сферы сельского поселения. Здесь находятся сельский дом культуры, детский сад «Зёрнышко», фельдшерский пункт, ветлечебница, отделение почтовой связи. Работают несколько магазинов, кафе, АЗС.

## Транспорт
Село связано автобусным сообщением со столицей Удмуртии и селом Киясово.
Через Кечёво проходит южный ход Транссибирской магистрали — железная дорога Казань — Екатеринбург, на которой в селе расположена станция Кичёво. Пригородные электрички связывают село с районным центром, городами Ижевск, Сарапул, Агрыз.